# 黃佩佳
黃佩佳（筆名江山故人，1906年—?），香港戰前旅行家、專欄作家，黃佩佳在香港出生及長大，祖籍廣東省佛山市順德區。黃對中國文學、香港本地風土人情研究甚深，是香港早期本土歷史學者。1930年代，黃佩佳走遍香港各處鄉村、山水名勝，尋訪村民，紀錄村落根源、居民人數和生活方式，他的文章成為今日研究新界歷史的重要史料之一。

## 生平
黃佩佳小學於官立育才書社就讀，1923年進皇仁書院，期間經歷省港大罷工，1926年預科畢業。1927年加入香港政府庫務署工作，任職第六級文員。
1928年6月7日，黃佩佳在《華僑日報》香海濤聲專欄中以「江山故人」為筆名投稿了第一篇文章《月蝕之鳴鑼聲》，批評香港社會在日蝕時以敲鐵器趕走天狗的迷信風俗。黃的文章展露他對社會守舊風氣的反對、民族和青年自強等思想。後來，黃的文章重心轉向介紹港九新界各地風土人情。
1932年，與政府同事布達才、黃賢修合組「雄風社」遠足隊。同年與《華僑日報》編輯吳灞陵成立的大埔旅行社合併成「庸社行友」，他們是香港本地旅行的先鋒者。
1943年，黃佩佳告別家人，隻身離港赴穗，投身抗日事業，從此消聲匿迹。離家前，他於6月12日給堂弟（奇華餅家創辦人）留下絕命詩，託他照顧其妻兒。

## 家庭生活
黃佩佳祖籍廣東順德，與妻子陳氏於1931年結婚，後育有六名子女。黃佩佳堂弟黃業榮、黃業昌是奇華餅家創辦人，「奇華」兩字是由黃佩佳所提。黃佩佳失蹤後，陳氏不准家人再提起他的名字，一家投靠奇華，在該店打工維持生計。由於單親家庭獨力難支，陳氏將其中兩名女兒送到親友家寄養。黃佩佳其中一名外孫葉世康是一名電視編劇。

## 著作
- 《香江十景》 （香港：工商日報，1929）,  驚夢者
- 《本地風光》（香港：華僑日報，1930-1931）,  江山故人
- 《琴寒館漫談》（香港：華僑日報,  1931-1932），江山故人
- 《額涼集》（香港：華僑日報、旅行周刊,  1931-1933），江山故人、額涼生
- 《新界風土名勝大觀》（香港：華僑日報，1935-1936）,  江山故人
- 《綿綿孝憾廬隨筆》（香港：南強日報，1937-1938）
- 《香港新界百詠》（香港：南強日報，1938）,  江山故人
- 《棉紅杏雨廔譚薈》（香港：1940）
- 《香江城市錄》 ,  蓬山夢侶
- 《綿綿孝憾廬詩草》之《晚歸》及《感時》 （香港：皇龍報，1940）,  綿綿孝憾廬主
- 《風檐語絮》（香港：香島日報，1943）,  驚夢者

另有中原大俠、愛彤生、神州驚夢人等筆名。
1948年，吳灞陵曾將黃佩佳的專欄散文輯錄成集，但未曾正式出版。多年後，本土歷史學家沈思將其重新編校，並從舊剪報中覓得黃佩佳更多專欄散文，於2016至2017年先後以黃佩佳之名正式出版《新界風土名勝大觀》及《香港本地風光．附新界百詠》兩書。